# Microscopie par excitation à deux photons
Ne doit pas être confondu avec Microscopie de seconde harmonique.

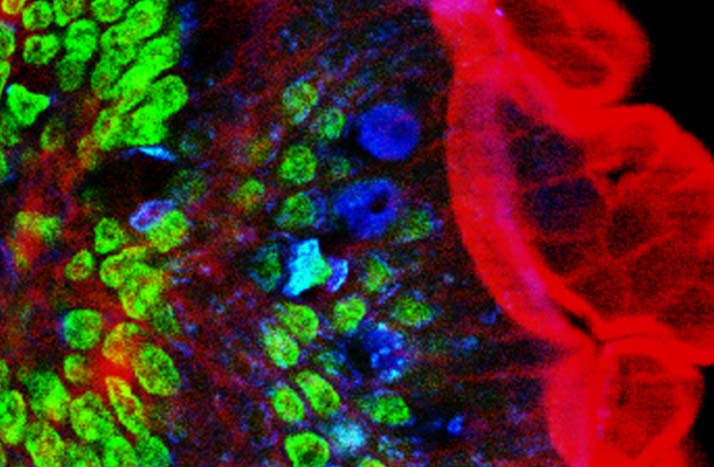
Microscopie par excitation à 2 photons de l'intestin d'une souris. Rouge: actine. Vert: noyaux des cellules. Bleu: mucus des cellules caliciformes. Obtenu à 780 nm avec un laser Ti-sapph.

La microscopie par excitation à deux photons (M2P, TPEF ou 2PEF en anglais, aussi appelée « microscopie 2 photons ») est une technique d'imagerie optique combinant les principes de microscopie à fluorescence et de l'absorption à deux photons, faisant partie de la famille des microscopies multiphotons. Elle a été développée en 1990 par Watt W. Webb, Winfried Denk et Jim Strickler à l'université Cornell,. Elle utilise la fluorescence pour imager des tissus vivants jusqu'à environ un millimètre de profondeur, mais diffère de la microscopie à fluorescence classique puisque la lumière excitatrice a une fréquence lumineuse plus petite que celle émise (c’est l’inverse en fluorescence à un photon). Cette excitation est généralement dans le proche infrarouge, qui peut également exciter les colorants fluorescents. Cependant, pour chaque excitation, deux photons de lumière infrarouge sont absorbés. L'utilisation de la lumière infrarouge minimise la diffusion dans les tissus. Puisque le processus de fluorescence ne se produit que dans un plan limité où les photons sont concentrés, il y a peu ou pas de signal en arrière-plan. Ces deux effets entraînent une augmentation de la profondeur de pénétration (en), comparé au processus à un photon. La M2P peut donc être une alternative plus avantageuse que la microscopie confocale en raison de sa pénétration plus profonde dans les tissus, de sa détection efficace de la lumière et de son photoblanchiment limité. 

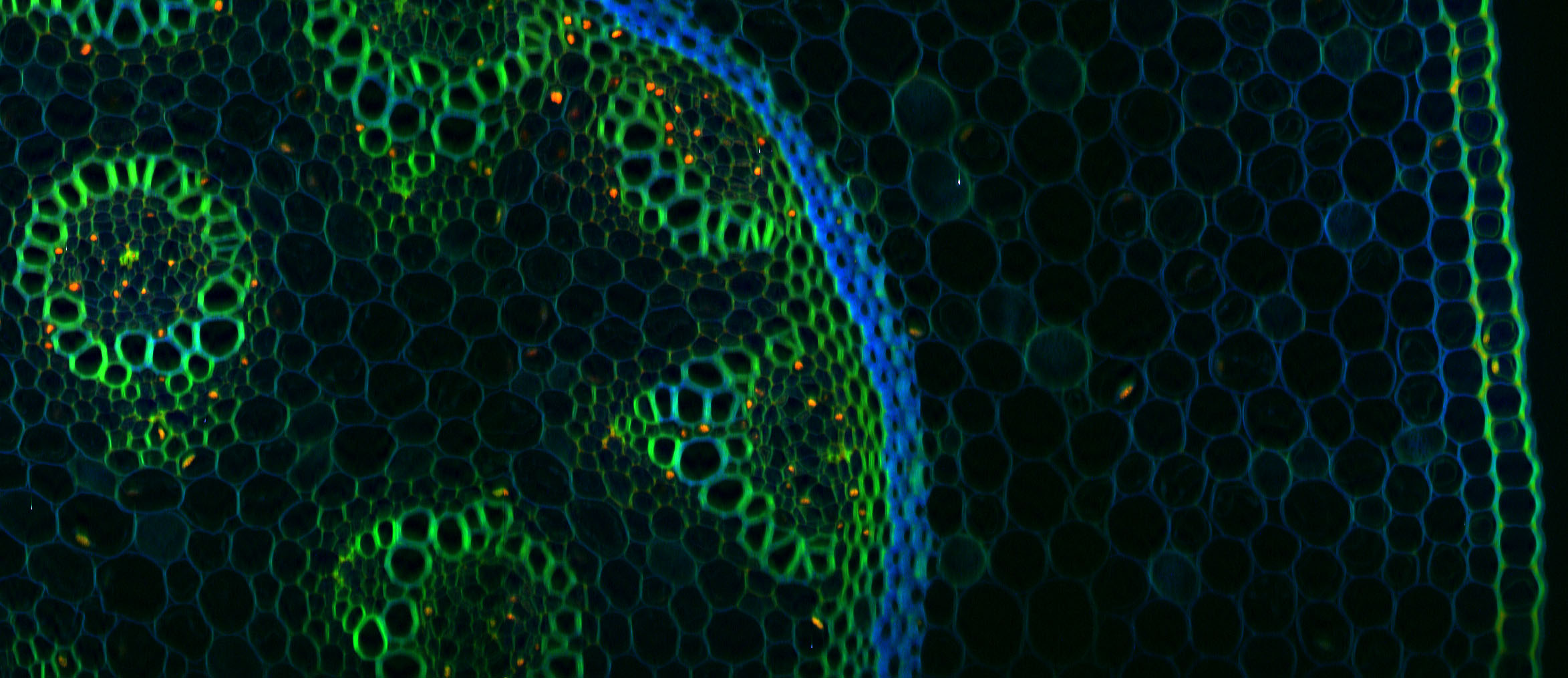
Image de fluorescence 2 photons (vert) d'une coupe transversale de rhizome coloré de muguet. L'excitation est à 840 nm, et les couleurs rouges et bleues représentent d'autres canaux de techniques multiphotons qui ont été superposés.

## Concept

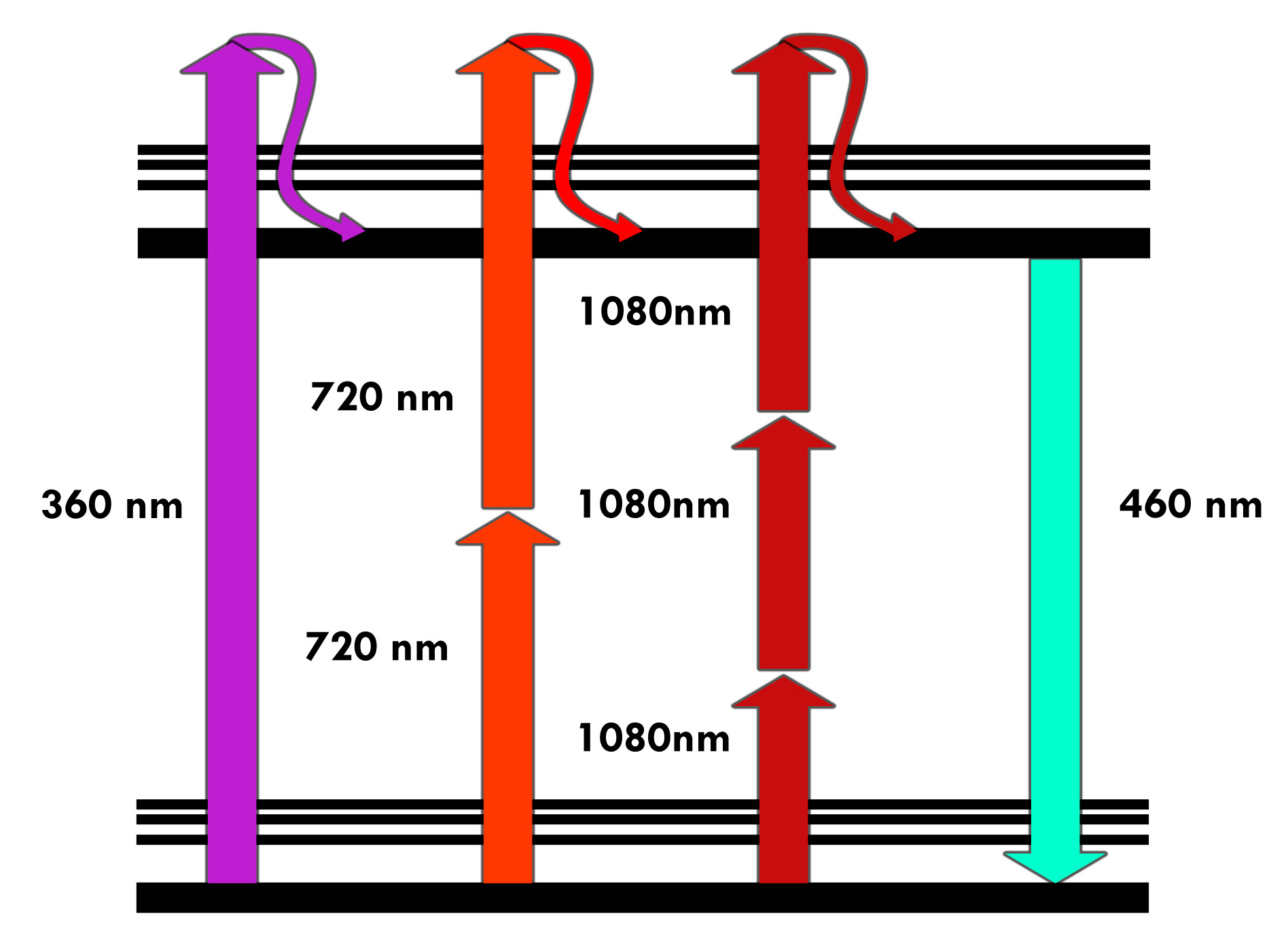
Représentation schématique des niveaux d'énergie (diagrammes de Jabłoński) du processus de fluorescence, exemple d'un colorant fluorescent qui brille à 460 nm. Un (violet, 1PEF), deux (rouge clair, 2PEF) ou trois (rouge foncé, 3PEF) photons sont absorbés pour émettre un photon de fluorescence (turquoise).

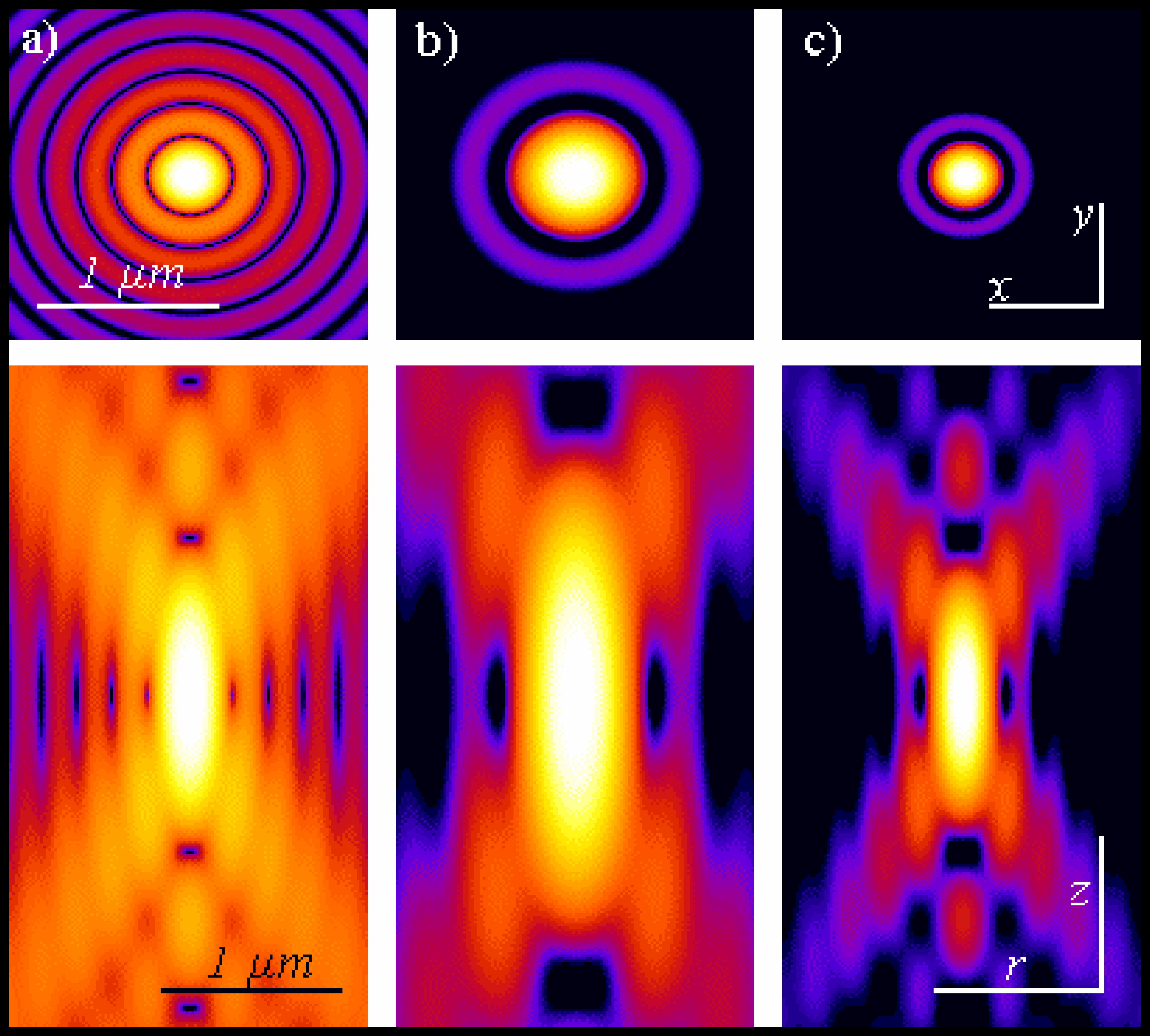
Réponse optique d'un l'émetteur ponctuel. De gauche à droite: distributions d'intensité calculées x-y (haut) et r-z (bas), avec échelle logarithmique, pour une source ponctuelle imagée au moyen d'un champ large (a), 2PEF (b) et microscopie confocale (c). Les formes 2PEF et confocales présentent un meilleur rapport signal / bruit que le boîtier grand champ. La distribution 2PEF est plus grande en raison du fait qu'une longueur d'onde deux fois plus élevée que dans le cas de champ large et confocal est responsable de la distribution d'intensité. Ces distributions d'intensité sont également connues sous le nom de fonctions d'étalement des points. Conditions optiques : les longueurs d'onde d'excitation sont respectivement de 488 nm et 900 nm pour 1PEF et 2PEF ; la longueur d'onde d'émission est de 520 nm ; l'ouverture numérique est de 1,3 pour un objectif à immersion dans l'huile.

L'excitation à deux photons utilise l'absorption à deux photons, un concept décrit pour la première fois par Goeppert-Mayer (1906-1972) dans sa thèse de doctorat en 1931, et observé pour la 1ère fois en 1961 dans un cristal de CaF2:Eu2+ via une excitation laser par Wolfgang Kaiser (en). Isaac Abella (en) a montré en 1962 que l'excitation à deux photons était possible sur des vapeurs de césium.
La microscopie à fluorescence excitée à deux photons présente des similitudes avec la microscopie confocale à balayage laser. Les deux utilisent des faisceaux laser focalisés qui sont scannés par trames pour générer des images, et ont tous deux un effet de sectionnement optique (en). Contrairement aux microscopes confocaux, les microscopes multiphotons ne contiennent pas d’iris qui permettent aux microscopes confocaux d’avoir un sectionnement optique (il y a plutôt un iris « virtuel »). Le sectionnement optique produit par les microscopes multiphotons est le résultat de la fonction d'étalement du point de l'excitation : la fonction d'étalement du point multiphotonique est généralement en forme d'haltère (plus longue dans le plan xy), par rapport au point en forme de « ballon de rugby » orienté verticalement en microscopie classique. Le concept d'excitation à deux photons est basé sur le fait que pour exciter un électron à un niveau quantique supérieur, plusieurs photons (d’énergie plus basse) peuvent de façon combinée apporter l’énergie nécessaire à l’excitation. Chaque photon transporte environ la moitié de l'énergie nécessaire pour exciter la molécule. Une excitation entraîne l'émission ultérieure d'un photon de fluorescence, généralement à une énergie supérieure à celle de l'un ou l'autre des deux photons excitateurs. La probabilité d'absorption quasi simultanée de deux photons est extrêmement faible. Par conséquent, une puissance pic élevée de photons d'excitation est généralement requise, généralement généré par un laser femtoseconde. Un des avantages est que l’étalement axial de la fonction d’étalement du point est sensiblement plus petit que pour l’excitation à un seul photon : la résolution axiale (en z) est donc améliorée, ce qui permet de couper des sections optiques minces. En outre, dans de nombreux cas intéressants, la forme du spot et sa taille peuvent être conçus pour atteindre des objectifs spécifiques . Les lasers d'excitation à longueur d'onde plus basse (généralement infrarouge) des microscopes multiphotons sont bien adaptés pour la bio-imagerie, notamment des cellules vivantes car ils causent moins de dommages que les lasers à courte longueur d'onde (typiquement utilisés pour l'excitation à photon unique), étant dans la fenêtre biologique optique (en). Ainsi les cellules peuvent être observées pendant de plus longues périodes, avec moins de phototoxicité.
Les fluorophores les plus couramment utilisés ont des spectres d'excitation dans la gamme 400-500 nm, alors que la lumière utilisée pour exciter la fluorescence à deux photons se situe dans la gamme ~ 700-1000 nm (proche infrarouge). Si le fluorophore absorbe simultanément deux photons infrarouges, il absorbera suffisamment d'énergie pour être élevé dans l'état excité. Il émettra alors un photon unique avec une longueur d'onde (typiquement dans le spectre visible) qui dépendra du type de fluorophore utilisé. Étant donné que deux photons sont absorbés lors de l'excitation du fluorophore, la probabilité d'émission fluorescente des fluorophores augmente de manière quadratique avec l'intensité de l'excitation. Par conséquent, une plus grande fluorescence à deux photons est générée lorsque le faisceau laser est fortement focalisé. En réalité, l'excitation est limitée à un volume focal minuscule (jusqu’à un femtolitre), ce qui permet de rejeter les structures hors du plan de l’image. Cette « localisation de l'excitation » est le principal avantage par rapport aux microscopes de fluorescence classique, qui doivent utiliser des éléments tels que des iris pour rejeter la fluorescence générée hors du foyer. La fluorescence de l'échantillon est ensuite collectée par un détecteur de haute sensibilité, tel qu'un tube photomultiplicateur. Cette intensité lumineuse observée devient un pixel dans l'image finale : le point focal est balayé dans une région souhaitée de l'échantillon pour former tous les pixels de l'image (microscope à balayage), contrairement à la microscopie « plein champ » classique.

## Applications

### Principales
La microscopie à deux photons a été utilisée dans de nombreux domaines, notamment la physiologie, la neurobiologie, l’embryologie et l'ingénierie tissulaire. Grâce à cette technique, même les tissus minces, presque transparents (tels que les cellules de la peau) ont été visualisés. Les capacités d'imagerie à haute vitesse de la microscopie à deux photons peuvent également être utilisées dans la biopsie optique non invasive. En biologie cellulaire, la microscopie à deux photons a été judicieusement utilisée pour la production de réactions chimiques localisées. Plus récemment, en utilisant la M2P et la microscopie de seconde harmonique (SHG), il a été montré que les molécules organiques de type porphyrine peuvent avoir des moments dipolaires de transition différents en M2P et en SHG, alors qu'on pensait qu'ils se produisaient à partir du même moment dipolaire de transition. Il a été démontré que l’excitation à deux photons non dégénérée, ou l’utilisation de deux photons de longueurs d’onde différentes, augmentait la fluorescence de toutes les protéines fluorescentes testées.

### Cancer
La 2PEF s'est également révélée très utile pour caractériser le cancer de la peau. Il a également été montré que la 2PEF révélait un arrêt des cellules tumorales, une interaction cellules tumorales-plaquettes, une interaction entre cellules tumorales et leucocytes et des processus de colonisation métastatique, lors de l'étude de métastases.

### Neurosciences
Les fluorescence 2PEF et 3PEF sont utilisés pour caractériser les tissus nerveux intacts avec une résolution micrométrique,. Elles sont pour le moment utilisé en recherche fondamentale dans le modèle animal. Les utilisations incluent l’observation prolongée de la morphology de structures fines comme les synapses sur plusieurs jours, notamment pour l’étude des mécanismes de la mémoire. Associée à des molecules FRET, cette technique permet de suivre optiquement l’activité des neurons individuels. En particulier, l’imagerie calcique, désormais largement répandue, offre une estimation indirecte de l’activité des neurones in vivo avec une résolution temporelle de quelques dizaines de hertz. Plus récemment, l’imagerie du voltage a deux photon apporte une plus haute résolution temporelle, visant à capturer avec précision les potentiels d’action  des neurones ou les variations du potentiel de membrane. 

## Excitation d'ordre supérieur
L'absorption simultanée de trois photons ou plus est également possible, permettant une microscopie multiphotonique d'ordre plus élevée. La « microscopie de fluorescence excitée à trois photons » (3PEF) est ainsi la technique la plus utilisée après la 2PEF, elle en est complémentaire.

## Sources
- Michael Schmitt, Thomas Mayerhöfer, Jürgen Popp, Ingo Kleppe et Klaus Weisshartannée, Handbook of Biophotonics, Chap.3 Light–Matter Interaction, Wiley, 2013 (ISBN 978-3-527-64398-1, DOI 10.1002/9783527643981.bphot003, lire en ligne)
- Karsten König, Multiphoton Microscopy and Fluorescence Lifetime Imaging : Applications in Biology and Medicine, De Gruyter, 2018, 450 p. (ISBN 978-3-11-042998-5, lire en ligne)
- Jennifer C. Waters et Torsten Wittman, Quantitative Imaging in Cell Biology, vol. 123, 2014, 531–546 p. (ISSN 0091-679X, lire en ligne)
- Hanry Yu et Nur Aida Abdul Rahim, Imaging in Cellular and Tissue Engineering, 1st edition, CRC Taylor&Francis, 2020 (ISBN 978-0-367-44586-7, lire en ligne)